# Grabowiec (powiat Zamojski)
Grabowiec is een dorp in het Poolse woiwodschap Lublin, in het district Zamojski. De plaats maakt deel uit van de gemeente Grabowiec en telt ca. 950 inwoners.

## Verkeer en vervoer
- Station Grabowiec